# International Association of Speakers Bureaus (IASB)
La International Association of Speakers Bureaus o Asociación Internacional de Oficinas de Conferenciantes (IASB, por sus siglas en inglés) es una organización, sin fines de lucro, formada por agencias de conferenciantes, agencias de conferencias y compañías de gestión de oradores ubicadas en todo el mundo. Fundada en 1986, la IASB proporciona asesoramiento a la industria de conferencias a través de la educación, los recursos y las asociaciones con organizaciones que apoyan la industria de reuniones y eventos.

## Historia
En 1986, el Grupo Internacional de Agencias y Oficinas (IGAB, por sus siglas en inglés) fue fundado por Dottie Walters y tiene su sede en Arizona. En julio de 2000, la Junta de Gobernadores de IGAB votó para formar una organización separada llamada la Asociación Internacional de Oficinas de Oradores (IASB). En 2002, IGAB se fusionó con IASB, incorporándose esta como organización sin fines de lucro en Indiana el 1 de julio de 2002. En el año 2010, la organización trasladó su sede a Arizona.
En el año 2016 se produce un hito histórico en la Asociación, que daba muestras del poder que el mundo hispano estaba tomando en los circuitos de conferencias, con la elección del español Daniel Romero-Abreu como presidente, el primer no anglosajón en toda la historia del IASB. En la actualidad, está presidida por Charlotte Raybourn, para el curso 2018-2019.
Forma parte del Events Industry Council (anteriormente Convention Industry Council) y del NSA-IASB Council y trabaja en conjunto con otras organizaciones para brindar apoyo, orientación e información a sus miembros, formando parte de la International Group of Agencies and Bureaus. Entre las organizaciones asociadas se encuentran:
- American Society of Association Executives (ASAE)
- Convention Industry Council (CIC)
- International Special Event Society (ISES)
- Global Speakers Federation
- Meeting Professionals International (MPI)
- National Speakers Association (NSA)[7]
- Professional Convention Management Association (PCMA)
- A-Speakers

### Presidentes desde su fundación
| Presidente       | Años      |
| ---------------- | --------- |
| John Palmer      | 1986-1988 |
| Ed Larkin        | 1988-1989 |
| Barbara Kinkaide | 1989-1990 |
| Rich Tiller      | 1990-1992 |
| Judith Shepherd  | 1992-1994 |
| Claire Carter    | 1994-1996 |
| Rod Patterson    | 1996-1998 |
| Deborha Lilly    | 1998-2000 |
| Jo Cavender      | 2000-2001 |
| Nancy Lauterbach | 2001-2002 |

| Presidente          | Años      |
| ------------------- | --------- |
| Nancy Lauterbach    | 2002-2003 |
| Brad Plumb          | 2003-2004 |
| Deborah Lilly       | 2004-2005 |
| Dick Hall           | 2005-2006 |
| Karen Kendig        | 2006-2007 |
| Shayna Stillman     | 2007-2008 |
| Rich Gibbons        | 2008-2009 |
| Kelly Eger          | 2009-2010 |
| Duane Ward          | 2010-2011 |
| Theresa Beenken     | 2011-2012 |
| Gail Davis          | 2012-2013 |
| Holli Catchpole     | 2013-2014 |
| Brian Palmer        | 2014-2015 |
| Katrina Smith       | 2015-2016 |
| Karen Harris        | 2016-2017 |
| Daniel Romero-Abreu | 2017-2018 |
| Charlotte Raybourn  | 2018-2019 |

## Misión
Los miembros de IASB comparten una pasión común: lograr mejorar la vida de los demás con el uso de la palabra. Dentro de IASB, se comparten las experiencias de aquellos que han dado forma a la industria en el pasado, apoyando a los que continúan impulsando el sector hacia adelante. Con toda esa experiencia, ahora abierta a todo el planeta, tiene como fin último conectar a los oradores profesionales y a las audiencias y lograr un impacto que vaya más allá del aplauso.